# Stara Białka
Stara Białka (deutsch Alt Weißbach, auch Altweißbach) ist ein Ort in der Stadt- und Landgemeinde Lubawka (Liebau) im Powiat Kamiennogórski der Woiwodschaft Niederschlesien in Polen. 

## Geographie
Stara Białka liegt im Riesengebirge, elf Kilometer südwestlich von Kamienna Góra. Nachbarorte sind Pisarzowice im Norden, Janiszów (Johnsdorf) und Przedwojów (Reichhennersdorf) im Nordosten, Krzeszów im Osten, Jawiszów (Kleinhennersdorf) im Südosten, Paprotki (Städtisch Hartau) im Süden, Miszkowice und Jarkowice (Hermsdorf) im Südwesten und Szarocin im Nordwesten.

## Geschichte

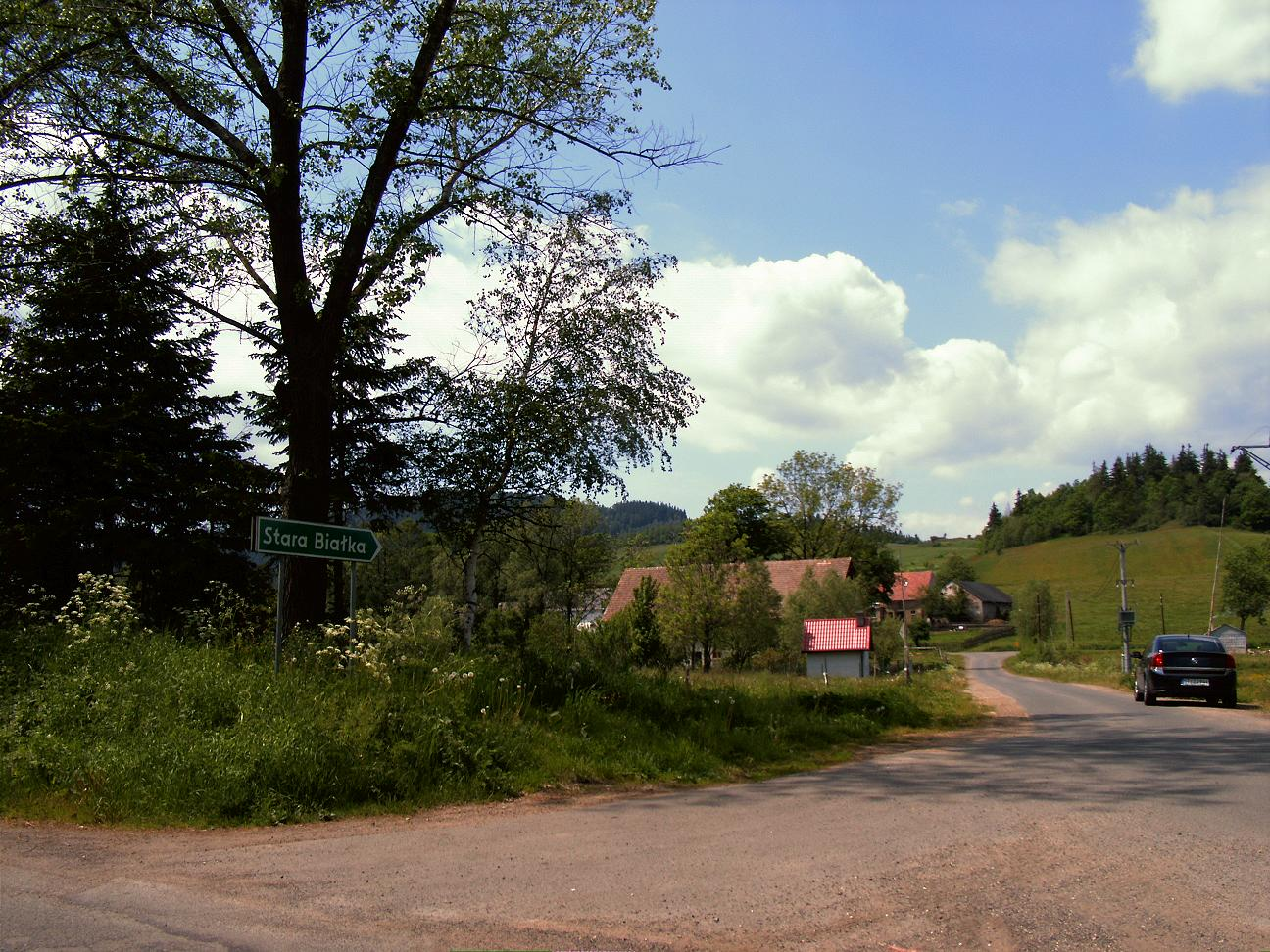
Stara Białka (Alt Weißbach) 2005

Alt Weißbach wurde erstmals 1305 als „Wysbach“ erwähnt und später auch als Wiesenbach bezeichnet. Es gehörte zum Herzogtum Schweidnitz-Jauer, mit dem es 1392 an die Krone Böhmen gelangte. Nach dem Ersten Schlesischen Krieg fiel es 1742 zusammen mit Schlesien an Preußen. Nach der Neugliederung Preußens 1815 gehörte es zur Provinz Schlesien und war ab 1816 dem Landkreis Landeshut eingegliedert, mit dem es bis 1945 verbunden blieb. Es bildete eine eigene Landgemeinde und gehörte seit 1874 zusammen mit Johnsdorf, Nieder Blasdorf und dem Gutsbezirk Nieder Blasdorf zum Amtsbezirk Blasdorf b. Liebau i. Schles. 1939 lebten 370 Einwohner in Alt Weißbach.
Als Folge des Zweiten Weltkriegs fiel Alt Weißbach 1945 wie fast ganz Schlesien an Polen und wurde in Stara Białka umbenannt. Die deutsche Bevölkerung wurde Flucht und Vertreibung Deutscher aus Mittel- und Osteuropa 1945–1950 weitgehend vertrieben. Die neu angesiedelten Bewohner waren zum Teil Heimatvertriebene aus Ostpolen, das an die Sowjetunion gefallen war.
1975–1998 gehörte Stara Białka zur Woiwodschaft Jelenia Góra.

## Sehenswürdigkeiten

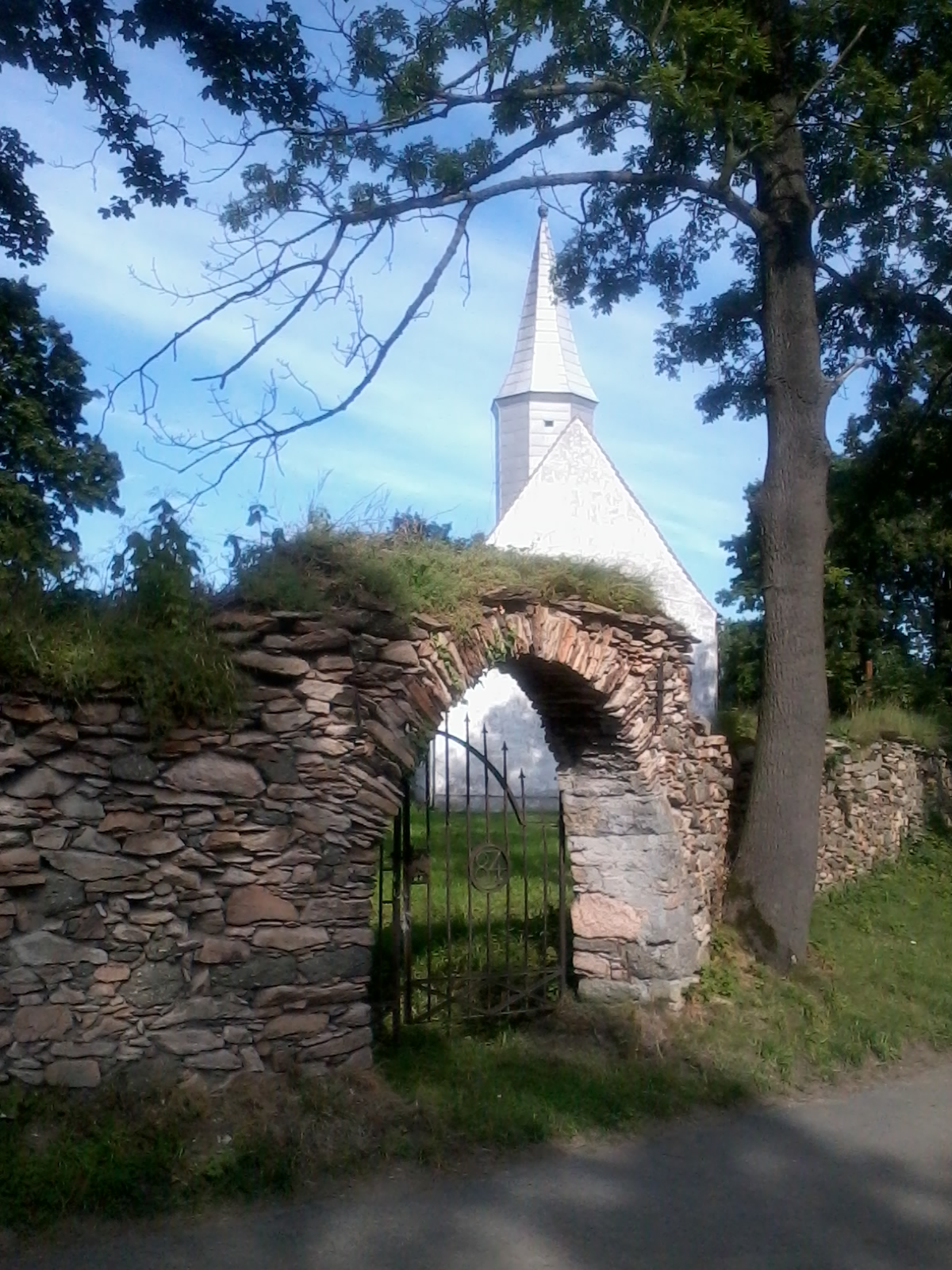
Stara Białka (Alt Weißbach), Kirche St. Matthäus 2012

- Die Filialkirche St. Matthäus wurde 1606–1609 als evangelisches Gotteshaus im Stil der Renaissance errichtet und 1654 den Katholiken zugewiesen. Der reich geschnitzte Hauptaltar enthält ein Flachrelief „Letztes Abendmahl und Auferstehung“ sowie Evangelistenfiguren. Die Steinkanzel steht auf einer gedrehten Säule. An der Langhauswand befinden sich drei Epitaphe aus dem Anfang des 17. Jahrhunderts. Das hölzerne Taufbecken ist von 1651. An der Außenwand befindet sich ein barockes Steinepitaph von 1735.
- Die Kirche ist von einer Wehrmauer mit einem gewölbten Tor und Schießscharten umgeben. Die Mauer wurde 1884 renoviert.